# Giovanni Battista Cromer

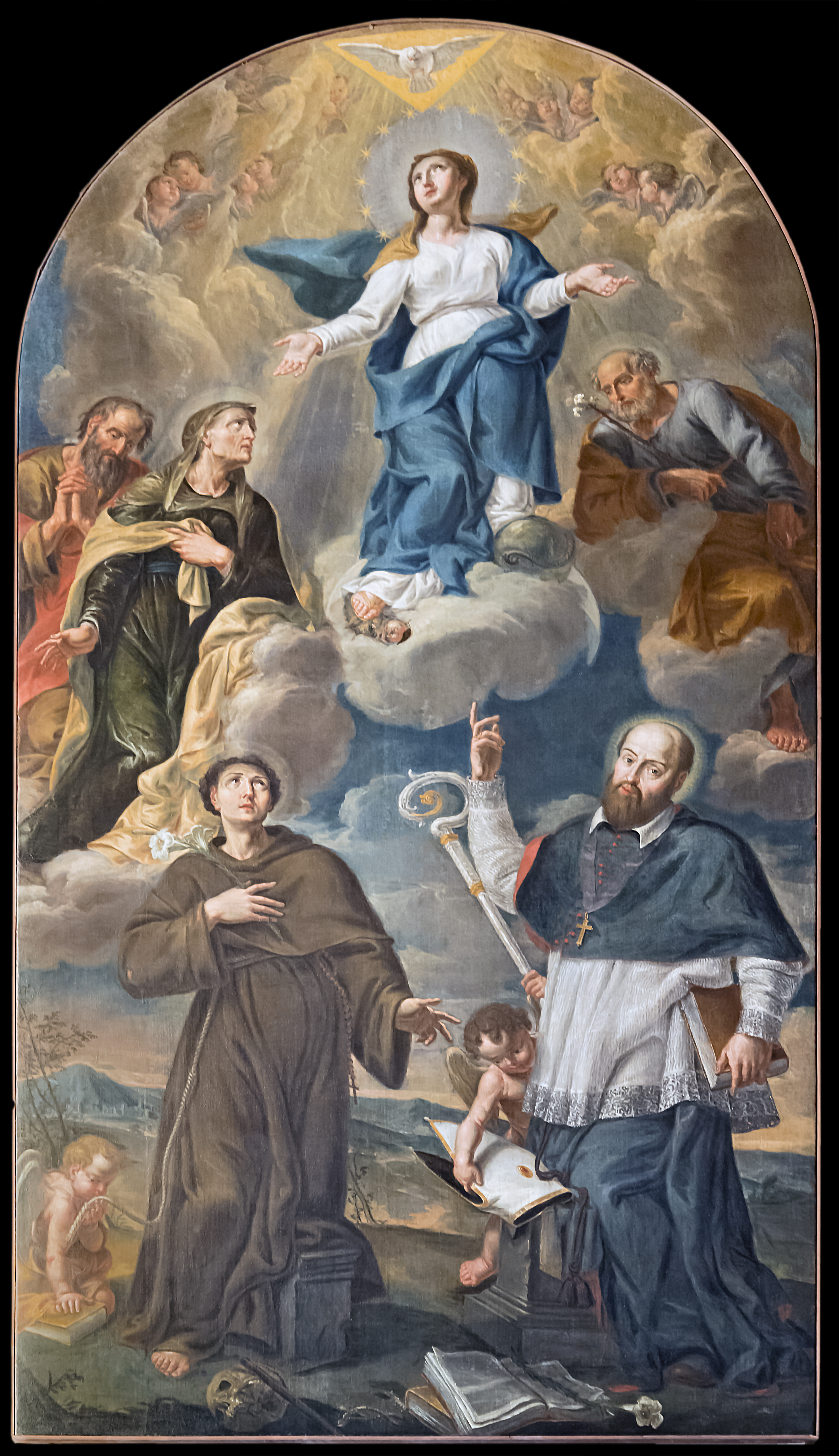
Giovanni Battista Cromer, Immacolata con Sant’Anna, San Gioacchino, Sant’Antonio da Padova, San Giuseppe e San Francesco di Sales (1734), Chiesa di San Giacomo da l'Orio, Venezia.

Giovanni Battista Cromer (Padova, 4 agosto 1665 – Padova, 1º giugno 1745) è stato un pittore italiano.

## Biografia
Figlio di Giacomo e di Adriana Borgonovo, venne battezzato nella parrocchia di San Giacomo. Una scritta apocrifa riportata nell'unico suo disegno pervenutoci lo ricorda come "Gianbattista Cromer Tedesco", ma di una sua origine germanica non si hanno conferme.
Uomo di cultura, fece costruire alla fine dell'Ottocento Villa Buzzaccarini a Monselice, accanto al convento di San Giacomo (questa prenderà il nome dalla famiglia Buzzaccarini, proprietaria della villa e del parco dal 1925), dotandola di un elegante parco all'inglese, diventato oggi parco pubblico chiamato Parco Buzzaccarini o Boschetto dei Frati.
Secondo molte fonti postume (Brandolese, Moschini, Pietrucci) si sarebbe formato dapprima a Roma e poi a Bologna, tornando quindi a Padova dove il cardinale Giorgio Cornaro lo avrebbe voluto nell'accademia di disegno allestita nella propria casa.
Invero, risulta attivo con sicurezza a partire dal 1690, quando disegnò il modello di una colonna per la basilica di Sant'Antonio. Una serie di pagamenti del 1718, 1719, 1727 e 1728 lo dimostrano ancora impegnato nella stessa chiesa dove dipinse gli organi, affrescò una cupola e realizzò altre pitture non specificate (nessuna di queste opere ci è pervenuta). La sua professione, tuttavia, gli fu tutt'altro che proficua, visto che nel 1739 risultava ascritto alla classe dei "miserabili".
Fu sepolto nella chiesa delle Maddalene.

## Opere
L'attuale catalogo comprende affreschi e tele, talvolta datati e firmati; si aggiungono anche il disegno di cui si è già accennato (L'angelo che appare ad Elia, conservato alla Fondazione Cini di Venezia) e le tavole anatomiche dell'Adversaria Anatomica di Giovanni Battista Morgagni (1717-19), riutilizzate anche in edizioni successive dell'opera. In realtà il corpus dei suoi lavori non è ancora stato revisionato e continua a basarsi su fonti ormai datate.
Queste ultime opere dimostrano come il Cromer fosse un apprezzato disegnatore con un'ottima padronanza della tecnica, ma dal punto di vista artistico risulta piuttosto mediocre. La critica, anche recente (Rodolfo Pallucchini), sottolinea come egli non si discosti per nulla dal gusto dei tenebrosi e dalle impostazioni della pittura emiliana. Solo Francesca D'Arcais ha un'opinione divergente: osservando gli affreschi e gli encausti lasciati dal pittore nel palazzo Mingoni (attuale municipio) di Agna, vi nota una certa vivacità cromatica, nonché una pennellata frizzante, e conclude come il Cromer si fosse almeno parzialmente adeguato alle novità della pittura veneta di inizio Settecento.
Le altre opere sono sparse tra le chiese di Padova e della provincia, eccezion fatta per una tela conservata a San Giacomo dall'Orio, a Venezia.